# Норка (присілок)
Но́рка (рос. Норка, марій. Норко) — присілок у складі Оршанського району Марій Ел, Росія. Входить до складу Марковського сільського поселення.

## Населення
Населення — 8 осіб (2010; 13 у 2002).
Національний склад (станом на 2002 рік):
- росіяни — 92 %